# Konstrukcja cięgnowa
Konstrukcja cięgnowa – rodzaj konstrukcji, w której działające na nią obciążenia przenoszone są przez napięte cięgna najczęściej w postaci różnego rodzaju lin lub prętów stalowych.
Określenie konstrukcja cięgnowa stosowane jest przy tym w dwóch zasadniczo różniących się dziedzinach: mechanice budowli (budynków) i mechanice maszyn (urządzeń, pojazdów).

## Mechanika budowli
W mechanice budowli z reguły stosowane są cięgna wiotkie to znaczy takie, w których występują tylko i wyłącznie siły rozciągające, a momenty zginające i skręcające oraz siły poprzeczne są znikomo małe i dlatego pomijalne w obliczeniach.
Dzięki temu w takich konstrukcjach cięgnowych uzyskuje się maksymalne wykorzystanie materiału konstrukcyjnego ze względu na wysokie naprężenia dopuszczalne przy rozciąganiu. Dla przykładu: maksymalne naprężenia rozciągające dla konstrukcyjnej stali węglowej przyjmuje się w wysokości do 170 MPa, a dla drutów stosowanych jako cięgna – do 1300 MPa. Wytrzymałość drutu na rozciąganie na ogół rośnie z malejącą średnicą. I tak np. włókno szklane o grubości {\displaystyle 5\;\mu m,} stosowane do zbrojenia konstrukcji, ma wytrzymałość do 2200 MPa.
Istnieją jednak przypadki budowlanego zastosowania takich cięgien, które nie są wiotkie.
Budowlane konstrukcje cięgnowe mogą być płaskie (dwuwymiarowe) lub przestrzenne (trójwymiarowe), a ze względu na sposób podparcia – wiszące swobodnie lub sprężone. W obu przypadkach poszczególne cięgna mogą tworzyć strukturę wielowęzłową (siatkową) lub bezwęzłową (równoległą). W ustrojach trójwymiarowych siatkę cięgien najczęściej kształtuje się w taki sposób, aby krzyżujące się ze sobą elementy tej siatki wzajemnie się napinały. Jest to osiągalne przez umieszczenie podpór krzyżujących się cięgien na różnych poziomach dzięki odpowiedniemu ukształtowaniu ich układów podporowych. Uzyskuje się dzięki temu odpowiednio dużą sztywność przestrzenną układu. Odznacza się on przy tym wysoką elastycznością skutecznie chroniącą go przed skutkami trzęsień Ziemi.
Budowlane zastosowanie cięgien było już znane Rzymianom, którzy w czasie igrzysk przy ich pomocy rozpinali dach ocieniający widownię Colosseum o wymiarach 156x188 m.

## Mechanika maszyn
W mechanice maszyn cięgna, w postaci nawet grubych lin, są stosowane głównie w transporcie linowym zarówno poziomym, jak i pionowym.
W języku angielskim, częściej używanym terminem jest Tensile structure, który ma szersze znaczenie i ogólnie oznacza konstrukcję napiętą.